# Lac de Cul des Gourgs
Le lac de Cul des Gourgs est un lac pyrénéen français situé administrativement dans la commune de Campan dans le département des Hautes-Pyrénées en région  Occitanie.
C’est un lac naturel qui a une superficie de 0,6 ha pour une altitude de 2 282 m, il atteint une profondeur de 5 m

## Toponymie
Gourg, gorga en occitan a le sens de « lac profond ».

## Géographie
Le lac est situé dans la vallée de Campan, près du lac de Gréziolles dans le massif de l'Arbizon.

### Topographie
| Pic de Montarrouye (2 568 m) | Lacs du Bec d'Aouque (2 258 m) |                       |
| Picarres (2 499 m)           | lac de Cul des Gourgs          |                       |
| Pic de Cettiou (2 588 m)     |                                | Pic d'Aulon (2 738 m) |

## Protection environnementale
Le lac fait partie d'une zone naturelle protégée, classée ZNIEFF de type 1 : Montagne des Quatre Véziaux, Montarrouye et Gaoube et de type 2 : Bassin du haut Adour .

## Voies d'accès
Le lac est accessible par le versant ouest depuis la cabane de Gréziolles par une variante du sentier de grande randonnée GR 10 en passant par le col de Couradette. Par le versant nord depuis les Quatre Véziaux la vallée de la Gaoube et le sentier du  lac de Montarrouye.